# Ендоскопска дилатација једњака
Ендоскопска дилатација једњака једна је од интервентних ендоскопских процедура при којој се балоном шири стриктура или сужење једњака, које отежава гутање и тиме ствара простор за пролаз хране и течности. Уз поштовање савремених ставова, када су у питању индикације и начин извођења захвата, чини ову процедуру брзом и ефикасном, и зато је подржана од струке и данас је једна од главних процедура у терапији еозинофилног езофагитиса (ЕоЕ).

## Индикације
Дилатација се препоручује у случајевима:
- неуспеха медикаментне и дијеталне исхране,
- код могућих компликација, сужење једњака бенигне природе - сужење настало као последица дуготрајног рефлукса желудачне киселине (ГЕРБ), сужење хируршког споја после операције (анастомоза),
- карцином једњака
- езофагогастрична транзиција  у припреми за постављање стента

У том циљу предложени су бројни дијагностички и терапијски алгоритам дилатације код ЕоЕ.

## Поступак
Дилатација једњака је процедура која се ради у аналгоседацији (блага анестезија) која омогућава пацијенту да не осећате непријатност процедуре, а да је при томе због безбедности пацијент будан током прегледа. То омогућава бољу контролу дилатације и повећава безбедност процедуре. 
Први део процедуре односи се на преглед једњака, али и желуца и дванаестопалачног црева, ако је то могуће.
Сама процедура подразумева увођење балона на надувавање кроз уста, који се спушта до езофагеалног сужењ. Кроз сужење се постави сајла водиља, преко које се уведе дилататор. Када се постави у оптималан положај, балон се надува. Ширењем, балон отвара се лумен једњака.